# Kościół św. Bartłomieja w Zeńboku
Kościół świętego Bartłomieja w Zeńboku – rzymskokatolicki kościół parafialny należący do parafii pod tym samym wezwaniem (dekanat ciechanowski zachodni diecezji płockiej).

## Historia
Jest to świątynia wzniesiona w latach 1787–1788 dzięki staraniom księdza Wojciecha Modzelewskiego (ufundowana została przez podczaszego przasnyskiego B. Bartołta). Nowy kościół został poświęcony w 1789 roku przez dziekana ciechanowskiego księdza Antoniego Grabowskiego.

## Architektura
Budowla jest niewielka (wymiary 13 m x 10 m). We wnętrzu są umieszczone trzy ołtarze: w głównym znajduje się obraz Wniebowzięcia Najświętszej Maryi Panny i św. Bartłomieja – patrona parafii, z kolei w bocznych można zobaczyć: Matkę Boską Częstochowską i św. Józefa, natomiast w drugim krucyfiks. Te ołtarze, a także ambona i ludowy krucyfiks, powstały w XVIII w. Małe, sześciogłosowe organy zostały zbudowane około połowy XIX wieku.

## Renowacja
Dzięki staraniom księdza Eugeniusza Michała Pydyńskiego i parafian w 1964 roku świątynia została pokryta blachą, natomiast w 1966 roku Alfred Gross wykonał nową polichromię. Kolejny remont został wykonany podczas urzędowania księdza Teofila Andrzeja Kapuścińskiego w latach 2000–2001: została wykonana nowa podłoga, natomiast polichromia została odrestaurowana przez Piotra Warzyńskiego. 
Po 2015 roku, w czasie urzędowania księdza Waldemara Marciniaka, został wykonany remont obydwu zakrystii i zostały do nich ustawione nowe meble. Kościół otrzymał również nowe szaty i paramenty liturgiczne. W budowli zostało zamontowane nowe oświetlenie, nagłośnienie oraz system prezentacji tekstów i obrazów.